# ژان ژاک ایتام
ژان ژاک ایتام (انگلیسی: Jean-Jacques Etamé؛ زادهٔ ۲۳ نوامبر ۱۹۶۳) بازیکن فوتبال اهل فرانسه است.
از باشگاه‌هایی که در آن بازی کرده‌است می‌توان به باشگاه فوتبال کن، باشگاه فوتبال کان، باشگاه فوتبال استاد برستوا ۲۹، باشگاه فوتبال استراسبورگ، و باشگاه فوتبال لیل اشاره کرد.
وی همچنین در تیم ملی فوتبال کامرون بازی کرده‌است.